# Lavey-Morcles
Lavey-Morcles je obec na jihozápadě Švýcarska, v okrese Aigle v kantonu Vaud. Žije zde 946 obyvatel.

## Geografie

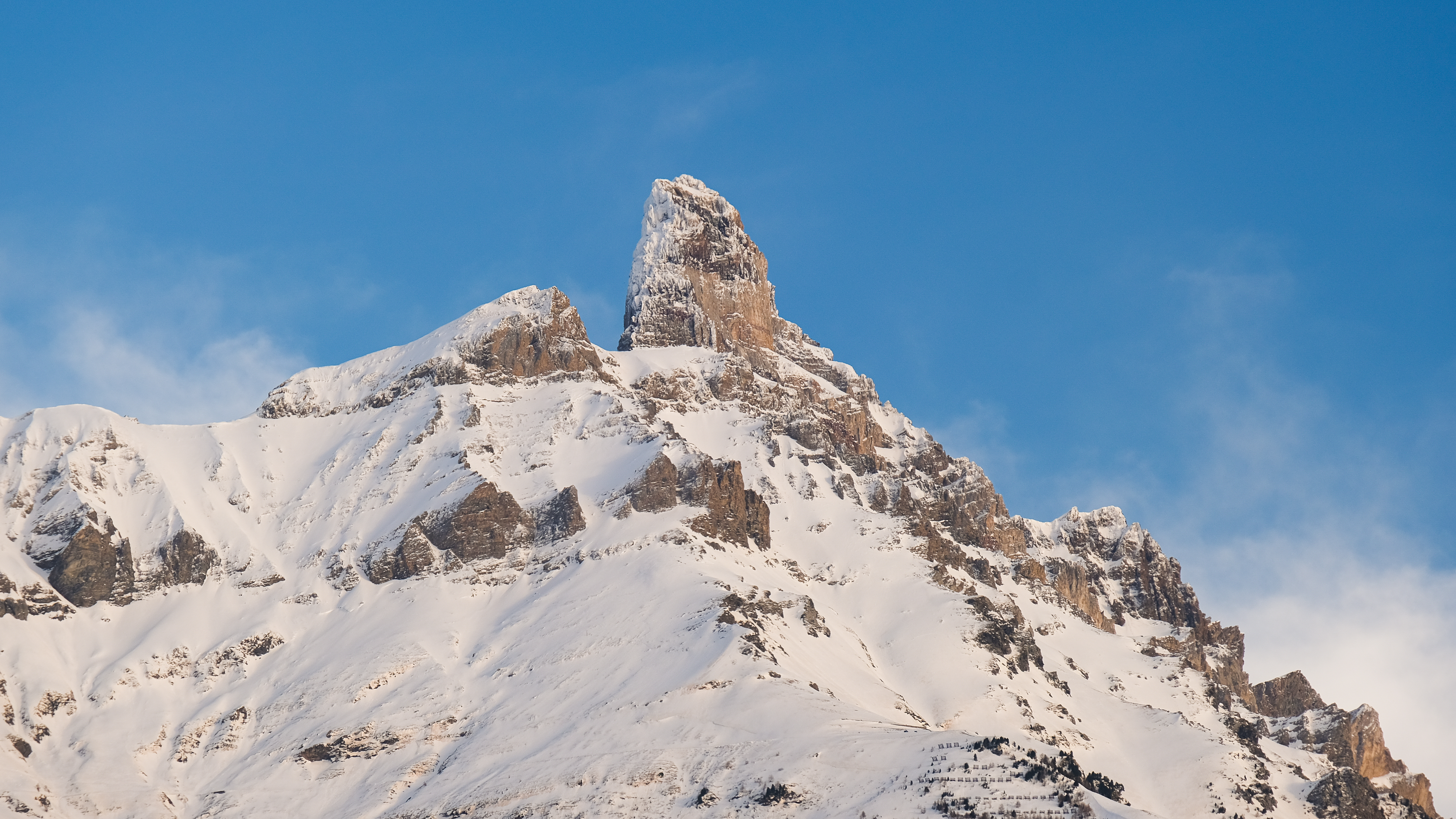
Masiv Dent de Morcles

Lavey-Morcles leží vzdušnou čarou 12 km jiho-jihovýchodně od okresního města Aigle. Je nejjižnější obcí kantonu Vaud. Místní část Lavey-Village leží v nadmořské výšce 444 m v kotlině vyplněné naplaveninami z horského potoka Le Courset východně od řeky Rhôny, na dně rhônského údolí naproti Saint-Maurice, mezi masivem Dents du Midi na západě a Dent de Morcles na východě.
Území obce o rozloze 14,2 km² pokrývá část Vaudských Alp. Západní hranici tvoří řeka Rhôna. Na východě na ni navazuje úzká údolní rovina, z níž se zvedají strmé, skalnaté, částečně zalesněné svahy Dent de Morcles. Tento 2 500 m vysoký západní svah Dent de Morcles je rozdělen na tři zářezová údolí: Hangrunse des Torrent Sec na jihu (hranice s Valais), údolí Avançonu na severu a údolí Courset, které v průběhu času nahromadilo velké množství naplavenin na úpatí svahu jižně od kopců Chiètres. Nad hranicí stromů, ve výšce přibližně 1800 až 2000 metrů, se nacházejí strmé alpské pastviny. Na východě probíhá hranice obce přes hřeben Croix de Javerne (2097 m n. m.) a Pointe des Martinets (2638 m n. m.) a dosahuje nejvyššího bodu Lavey-Morcles ve výšce 2929 m n. m. na skalnatém vrcholu Petite Dent de Morcles. V roce 1997 tvořila 5 % rozlohy obce zastavěná plocha, 62 % lesy a lesní porosty, 19 % zemědělství a necelých 14 % neproduktivní půda.
Lavey-Morcles se skládá z částí Lavey-Village (444 m n. m.), Lavey-les-Bains (415 m n. m.) v údolí východně od Rhôny a horské obce Morcles (1160 m n. m.) na jižním svahu úpatí L’Aiguille v údolí Avançon. K Lavey-Morcles patří také vesnice Eslex (511 m n. m.) na úzké terase na úpatí Dent de Morcles, vojenské objekty Savatan (700 m n. m.) a Dailly (1250 m n. m.) na svazích Aiguille a několik jednotlivých farem a alp. Sousedními obcemi Lavey-Morcles jsou Bex v kantonu Vaud a Saint-Maurice a Collonges v kantonu Valais.

## Historie

Morcles, letecký pohled (1968)

Lavey se poprvé objevuje v listině z roku 1016 pod jménem A Laver; jméno Lavetum se objevuje v roce 1180. Název místa je odvozen od latinského slova lavare (mýt). Od roku 1043 je zaznamenán také název Morcles.
Oblasti Lavey a Morcles patřily od 11. století opatství Saint-Maurice. Po dobytí panství Aigle Bernem v roce 1476 přešly Lavey a Morcles pod správu panství Aigle. Zatímco Morcles bylo vždy závislé na Bexu, Lavey patřilo ke kastelánství Bex pouze do roku 1564 a poté vytvořilo vlastní panství. Po pádu Staré konfederace patřily Lavey a Morcles v letech 1798–1803 v období helvétského soustátí ke kantonu Léman, který byl poté po vstupu v platnost Ústavy o zprostředkování sloučen s kantonem Vaud. V roce 1798 byly obce přiřazeny k okresu Aigle.
Proti vůli obyvatel odlehlé horské vesnice Morcles, která měla v roce 1850 68 obyvatel, došlo v roce 1852 ke sloučení s Lavey do nové obce Lavey-Morcles.

## Obyvatelstvo
| Vývoj počtu obyvatel | Vývoj počtu obyvatel | Vývoj počtu obyvatel | Vývoj počtu obyvatel | Vývoj počtu obyvatel | Vývoj počtu obyvatel | Vývoj počtu obyvatel | Vývoj počtu obyvatel | Vývoj počtu obyvatel | Vývoj počtu obyvatel | Vývoj počtu obyvatel | Vývoj počtu obyvatel | Vývoj počtu obyvatel | Vývoj počtu obyvatel | Vývoj počtu obyvatel | Vývoj počtu obyvatel | Vývoj počtu obyvatel | Vývoj počtu obyvatel | Vývoj počtu obyvatel | Vývoj počtu obyvatel |
| -------------------- | -------------------- | -------------------- | -------------------- | -------------------- | -------------------- | -------------------- | -------------------- | -------------------- | -------------------- | -------------------- | -------------------- | -------------------- | -------------------- | -------------------- | -------------------- | -------------------- | -------------------- | -------------------- | -------------------- |
| Rok                  | 1764                 | 1803                 | 1850                 | 1860                 | 1870                 | 1880                 | 1888                 | 1900                 | 1910                 | 1920                 | 1930                 | 1941                 | 1950                 | 1960                 | 1970                 | 1980                 | 1990                 | 2000                 |                      |
| Počet obyvatel       | 138                  | 185                  | 319                  | 365                  | 373                  | 330                  | 349                  | 789                  | 737                  | 698                  | 678                  | 695                  | 884                  | 855                  | 734                  | 750                  | 861                  | 781                  |                      |

Podle údajů z roku 2000 mluvilo 89,0 % obyvatel francouzsky, 5,4 % německy a 2,3 % srbochorvatsky. V průběhu 20. století se počet obyvatel pohyboval mezi 730 a 860 obyvateli.

## Hospodářství

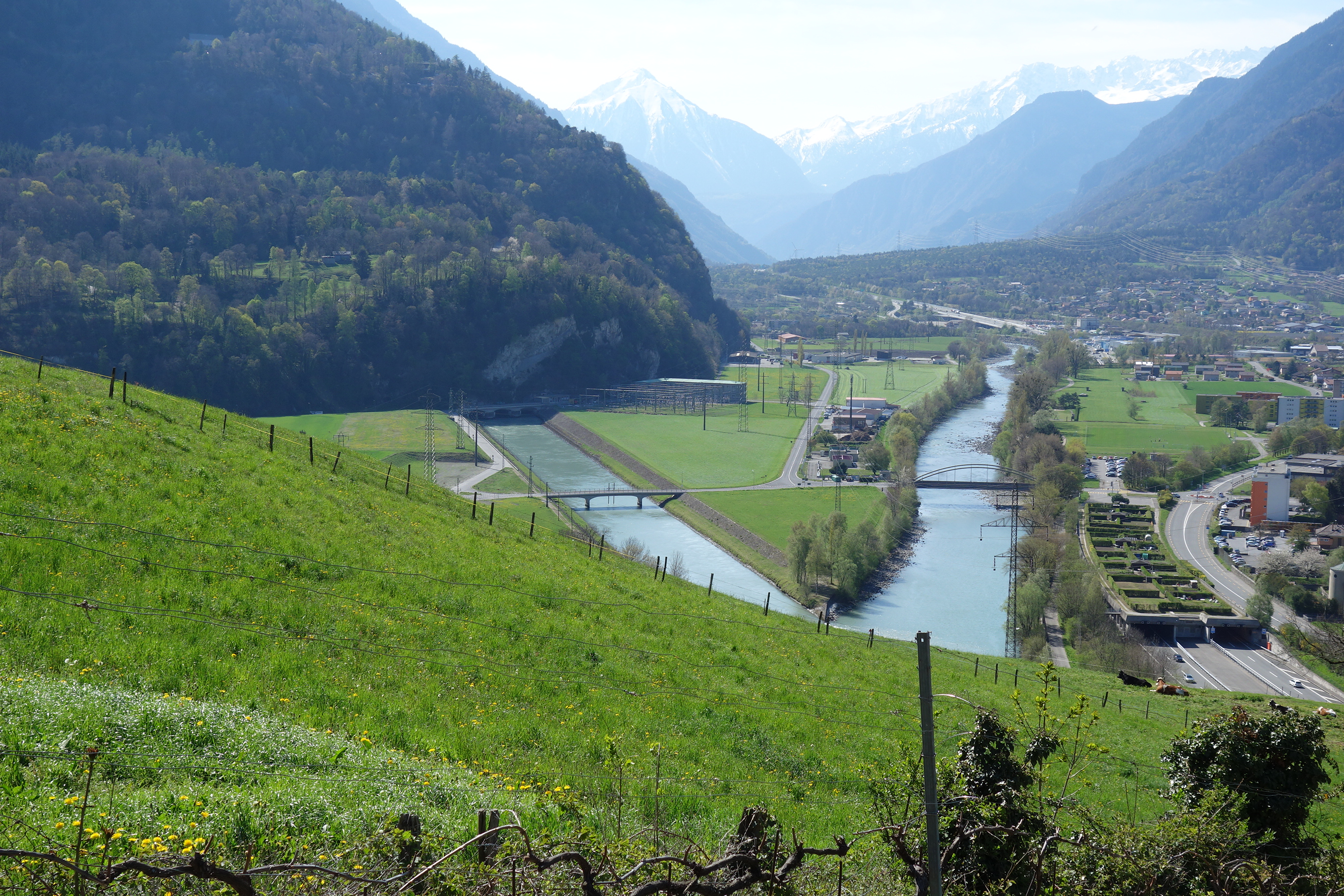
Vodní elektrárna Lavey

Až do začátku 20. století byla obec Lavey-Morcles převážně zemědělskou obcí. I dnes hraje ve struktuře zaměstnanosti obyvatelstva roli zemědělství a částečně vinařství v nižších polohách a mlékárenství a chov dobytka ve vyšších polohách. Další pracovní místa jsou k dispozici v místních drobných podnicích a především v sektoru služeb. Vodní elektrárna, postavená v roce 1888, je ve vlastnictví města Lausanne. V roce 1891 byla na strategicky snadno kontrolovatelném úzkém úseku údolí Rhôny vybudována vojenská opevnění Savatan a Dailly. Armáda je stále jedním z nejvýznamnějších zaměstnavatelů v Lavey-Morcles. V posledních desetiletích se obec rozvinula také v rezidenční obec. Mnoho zaměstnanců dojíždí za prací do větších obcí v údolí Rhôny.

## Doprava
Obec se nachází mimo hlavní dopravní tepny, ale je snadno dostupná ze Saint-Maurice. Nejbližší nájezd na dálnici A9 (Lausanne–Sion) je vzdálen asi 3 km od centra obce (exit 20 St-Maurice). Obce Lavey-Village a Lavey-les-Bains jsou se Saint-Maurice spojeny poštovní autobusovou linkou a jsou tak napojeny na síť veřejné dopravy.